# Pellenes cinctipes
Pellenes cinctipes là một loài nhện trong họ Salticidae.
Loài này thuộc chi Pellenes. Pellenes cinctipes được Richard C. Banks miêu tả năm 1898.